# فريدريك هيرمانسون
فريدريك هيرمانسون هو موسيقي وكاتب أغاني ومنتج أسطوانات وملحن ومغني وعازف بيانو سويدي، ولد في 18 يوليو 1976.

## وصلات خارجية
- فريدريك هيرمانسون على موقع ميوزك برينز (الإنجليزية)
- فريدريك هيرمانسون على موقع أول ميوزيك (الإنجليزية)
- فريدريك هيرمانسون على موقع ديسكوغز (الإنجليزية)